# Chemtrails over the Country Club (Lied)
Chemtrails over the Country Club (englisch für „Chemikalienstreifen über dem Country-Klub“) ist ein Lied der US-amerikanischen Popsängerin Lana Del Rey. Das Stück erschien als zweite Singleauskopplung aus ihrem siebten gleichnamigen Studioalbum.

## Entstehung und Artwork
Chemtrails over the Country Club wurde von der Interpretin selbst, gemeinsam mit dem Koautoren Jack Antonoff geschrieben. Antonoff zeichnete darüber hinaus für einen Großteil der weiteren Produktion verantwortlich. So war er auch an der Abmischung, Instrumentation und Produktion beteiligt. Produziert wurde das Lied durch die Zusammenarbeit von Antonoff und Del Rey. Die Abmischung tätigte er gemeinsam mit Laura Sisk. Letztgenannte war darüber hinaus in Eigenregie für das Engineering zuständig. Für die Instrumentation spielte Antonoff unter anderem Akustikgitarre, Bass, Gitarre, Keyboard, Mellotron, Piano und Schlagzeug. Als weitere Studiomusiker wurden Daniel Heath an den Streichinstrumenten und Evan Smith am Horn engagiert. Das Mastering erfolgte durch Sterling Sound, unter der Leitung von Chris Gehringer. Aufgenommen wurde das Lied unter der gemeinsamen Leitung von John Rooney und Jon Sher.
Auf dem Frontcover der Single ist Del Rey mit einem Wolf zu sehen. Es ist schwarz-weiß gehalten und zeigt vom Betrachter aus gesehen den Wolf auf der linken Seite und Del Rey, die rechts des Wolfes auf dem Boden kniet. Es handelt sich hierbei um einen Screenshot aus dem dazugehörigen Musikvideo. Das Cover wurde erstmals, durch Del Rey selbst, am 22. Dezember 2020 präsentiert.

## Veröffentlichung und Promotion
Die Erstveröffentlichung von Chemtrails over the Country Club erfolgte als Download und Streaming am 11. Januar 2021. Erstmals erwähnt hatte Del Rey den Titel in einem Video, dass sie am 25. Mai 2020 auf ihrem Instagram-Profil hochlud. Angekündigt wurde die Singleveröffentlichung erstmals von Del Rey selbst am 22. Dezember 2020. Über ihr Instagram-Profil veröffentlichte sie einen Teaser aus dem dazugehörigen Musikvideo mit dem Wort „Aesthetic“ (englisch für „Ästhetisch“) sowie in einem weiteren Beitrag das offizielle Coverbild. Die Veröffentlichung erfolgte als Einzeltrack durch das Musiklabel Polydor, der Vertrieb erfolgte durch Universal Music Publishing. Am 19. März 2021 erschien Chemtrails over the Country Club als Teil von Del Reys siebten gleichnamigen Studioalbum.

## Inhalt
Der Liedtext zu Chemtrails over the Country Club ist in englischer Sprache verfasst und bedeutet ins Deutsche übersetzt so viel wie „Chemikalienstreifen über dem Country-Klub“. Bei den Chemtrails handelt es sich um eine spezielle Form von Kondensstreifen, bei der es sich laut Verschwörungstheorien um eine absichtliche weltweite Ausbringung von Chemikalien oder Zusatzstoffen handelt, die im regulären Flugbetrieb in der Form nicht vorkämen. Die Musik und der Text wurden gemeinsam von Jack Antonoff und Lana Del Rey geschrieben beziehungsweise komponiert. Musikalisch bewegt sich das Lied im Bereich des Indie-Pops. Das Tempo beträgt 101 Schläge pro Minute. Die Tonart ist e-Moll. In einem Interview mit dem Interview Magazine gab Del Rey an, dass Chemtrails over the Country Club das Titellied des gleichnamigen Albums geworden sei, weil es den Inhalt des Albums am größten widerspiegele. Es gehe um ihre „atemberaubenden Freundinnen“, ihre „schönen Geschwister“ und dem Drang nach dem „Normalsein“ sowie der Wahrnehmung, dass man „überaktive“ und „exzentrische“ Gedanken pflegt.
Aufgebaut ist das Lied auf zwei Strophen, einem Refrain, einer Bridge sowie einem Outro. Das Lied beginnt zunächst mit dem Refrain. Auf den Refrain folgt die erste Strophe, an die sich erneut der Refrain anschließt. Der gleiche Vorgang wiederholt sich mit der zweiten Strophe. Nach dem dritten Refrain erfolgt die Bridge, ehe das Lied mit dem Outro endet. Das Outro setzt sich aus den sich wiederholenden Zeilen: „It’s never too late, baby, so don’t give up“ (englisch für „Es ist niemals zu spät, Schatz, also gibt nicht auf“) und „Under the chemtrails over the country club, yeah (You’re born in December and I’m born in June)“ (englisch für „Unter den Chemikalienstreifen über den Country-Klub (du bist geboren im Dezember, ich bin geboren im Juni)“) zusammen.
| „I’m on the run with you, my sweet love. There’s nothing wrong contemplating God. Under the chemtrails over the country club. Wearin’ our jewels in the swimming pool. Me and my sister just playin’ it cool. Under the chemtrails over the country club.“ – Refrain, Originalauszug | „Ich bin auf der Flucht mit dir, mein süßer Schatz. Es ist nichts verkehrt daran, Gott in Betracht zu ziehen. Unter den Chemikalienstreifen über dem Country-Klub. Tragen unsere Juwelen im Schwimmbad. Meine Schwester und ich bleiben gelassen. Unter den Chemikalienstreifen über den Country-Klub.“ – Refrain, Übersetzung |

## Musikvideo
Das Musikvideo zu Chemtrails over the Country Club wurde am 1. September 2020 gedreht und feierte seine Premiere am 11. Januar 2021 auf YouTube. In der ersten Hälfte sieht man Del Rey, die mit einer Replik eines Mercedes-Benz 500k Cabriolets auf dem Highway unterwegs ist, ihr Lied im Radio hört und dazu in Erinnerungen schwelgt. Del Rey führt hierbei ein glamouröses Landleben in einer 1950er-/1960er-Jahre-Kulisse. Nach etwa der Hälfte schlägt die Stimmung um. Del Rey wird mit ihrem Wagen von einem Tornado in die Luft gewirbelt und verwandelt sich anschließend zur Wolfsdame. Sie ist fortan als Anführerin eines „glitzernd-leicht-bekleidetem Rudel von Wolfsschwestern“ zu sehen. Unterstützung im Video erhielt Del Rey durch ihre Schwester Chuck Grant sowie ihre Freundinnen Alexandria Kaye, Dakota Raine und Valerie Vogt. Die Gesamtlänge des Videos beträgt 5:40 Minuten. Regie führte das Duo Brthr, bestehend aus Alex Lee und Kyle Whightman. Bis heute zählt das Musikvideo über 18 Millionen Aufrufe bei YouTube (Stand: April 2021).

## Mitwirkende
| Liedproduktion - Jack Antonoff: 12-saitige Akustikgitarre, Abmischung, Bass, Gitarre, Keyboard, Komponist, Liedtexter, Mellotron, Musikproduzent, Piano, Schlagzeug - Lana Del Rey: Gesang, Komponist, Liedtexter, Musikproduzent - Chris Gehringer: Mastering - Daniel Heath: Streichinstrumente - John Rooney: Tonmeister - Jon Sher: Tonmeister - Laura Sisk: Abmischung, Engineering - Evan Smith: Horn | Musikvideo - Alex Lee: Regisseur - Kyle Whightman: Regisseur Unternehmen - Polydor: Musiklabel - Universal Music Publishing: Vertrieb |

## Rezensionen
- Das deutschsprachige Online-Magazin laut.de ist der Meinung, dass das Lied, genauso wie die vorangegangene Single Let Me Love You Like a Woman, stark am Kurs des Vorgängers Norman Fucking Rockwell! festhalte. Das dazugehörige Video beschrieben sie als „fiebriger Tumblr-Sommernachtstraum“. Del Rey projizierte schon immer viel aus ihrer „Ästhetik-Vorstellung“ der goldenen Tage Amerikas. Wie schon 2011 gehe es zurück in die 1950er. Was mit sonnigem „Analog-Gefilme“ von altamerikanischer High Society harmlos anfange, spalte sich in der Mitte zu einem „bizarren Werwolf-Blockbuster“. Fangzähne, miese CGI, eine vollwertige “She-Wolf”-Transformation. In diesem Video passiere jede Ästhetik, die man Anfang des letzten Jahrzehnts im queeren Teil des Internets aus den Händen gefressen habe. Dazu lasse man noch einen „Mercedes-Oldie“ in Flammen aufgehen. Es sei definitiv Opium für ihre Fans, so sehr es sich auch einer eigenwilligen Camp-Spielart verpflichte. Leider würde das Video dadurch um einiges einprägsamer als das Lied, das zwar nach allen Maßstäben der Kunst in Ordnung sei, an einem anderen Künstler gemessen sogar sehr gut. Aber wie Let Me Love You Like a Woman leide es daran, dass es zwar sehr deutlich ins Raster von Norman Fucking Rockwell! passe, da aber von fast jeder Nummer ausgestochen würde. Vielleicht forme sich das konspirative und hexenartige, das hier angedeutet werde, zu einer kohärenten und eigenen Geschichte für das gleichnamige Album, Stand jetzt sehe es aber eher nach einer B-Seiten-Sammlung der letzten Platte aus.[12]

- Claire Shaffer vom Rolling Stone beschrieb das Musikvideo zu Chemtrails over the Country Club als „animalisch“.[17]

- Joe Taysom von faroutmagazine.co.uk beschrieb das Lied als „köstlichen Titel“. Das Lied verspreche, was man von Del Rey erwarte. Anstatt mit neuen Klängen zu experimentieren, habe Del Rey die Kunst der „bittersüßen Ballade“ perfektioniert, was keiner besser könne als sie. Obwohl Del Rey kein Neuland betrete, sei es unmöglich, gegen ihren „fesselnden Charme“ zu argumentieren. Chemtrails over the Country Club mache Appetit auf das kommende gleichnamige Album.[18]

- Rhian Daly vom New Musical Express beschrieb Chemtrails over the Country Club als „in Ohnmacht fallend“ und „schön“.[19]

- Justin Curto von vulture.com ist der Meinung, dass Del Rey in diesem Lied nur mit sich spreche und das Lied nicht viel zu sagen habe. Es sei eines ihrer klassischen verträumten Liebeslieder und interessanter als die vorangegangene Single Let Me Love You Like a Woman, mit der Anmerkung, dass es jedoch nicht notwendigerweise substanzieller sei. Del Rey schwanke durch den zarten Rhythmus, als befände sie sich auf einer störanfälligen Hängebrücke.[20]

## Kommerzieller Erfolg

### Chartplatzierungen
Chemtrails over the Country Club konnte sich nicht in den offiziellen deutschen Singlecharts platzieren, erreichte jedoch in der Chartwoche vom 22. Januar 2021 Rang 15 der Single-Trend-Charts. In den deutschen Downloadcharts erreichte die Single Rang 68. Des Weiteren platzierte sich die Single mehrere Tage in den deutschen iTunes-Tagesauswertungen und erreichte mit Rang 28 seine höchste Chartnotierung am 12. Januar 2021. In der Schweizer Hitparade erreichte die Single bei einer Chartwoche Rang 94 und in den britischen Singlecharts bei drei Chartwochen Rang 58. In ihrer Heimat den Vereinigten Staaten verfehlte sie ebenfalls den Einstieg in die Billboard Hot 100, platzierte sich jedoch auf Rang 21 der Hot Rock & Alternative Songs.
Für Del Rey als Interpretin ist Chemtrails over the Country Club der 27. Charterfolg im Vereinigten Königreich sowie der 20. in der Schweizer Hitparade. In ihrer Autorenfunktion ist es der 25. Charterfolg in den britischen Singlecharts sowie ihr 18. in der Schweiz. Für Antonoff ist es in seiner Funktion als Autor oder Produzent der 21. Charterfolg im Vereinigten Königreich sowie der 14. in der Schweiz.
| ChartsChartplatzierungen     | Höchstplatzierung | Wochen |
| ---------------------------- | ----------------- | ------ |
| Schweiz (IFPI)               | 33 (18 Wo.)       | 18     |
| Vereinigtes Königreich (OCC) | 40 (14 Wo.)       | 14     |

### Auszeichnungen für Musikverkäufe
| Land/Region                  | Auszeichnungen für Musikverkäufe (Land/Region, Auszeichnung, Verkäufe) | Verkäufe |
| ---------------------------- | ---------------------------------------------------------------------- | -------- |
| Australien (ARIA)            | Gold                                                                   | 35.000   |
| Brasilien (PMB)              | 2× Platin                                                              | 80.000   |
| Frankreich (SNEP)            | Gold                                                                   | 100.000  |
| Polen (ZPAV)                 | Platin                                                                 | 50.000   |
| Spanien (Promusicae)         | Gold                                                                   | 30.000   |
| Vereinigtes Königreich (BPI) | Silber                                                                 | 200.000  |
| Insgesamt                    | 1× Silber · 3× Gold · 3× Platin ·                                      | 495.000  |

Hauptartikel: Lana Del Rey/Auszeichnungen für Musikverkäufe

## Coverversionen
Hayley Mary, Frontfrau der Jezabels, coverte das Lied im Februar 2021 für Triple Js Like-a-Version-Radioshow.